# Klaus Tafelmeier
Klaus Dieter Tafelmeier (ur. 12 kwietnia 1958 w Singen) – niemiecki lekkoatleta specjalizujący się w rzucie oszczepem.

## Kariera sportowa
Mistrz Europy z 1986 – wygrał z wynikiem 84,76 m. Uczestnik igrzysk olimpijskich w Los Angeles (1984) oraz igrzysk olimpijskich w Seulu (1988). Trzykrotny uczestnik mistrzostw świata. 20 września 1986 uzyskał w Como wynik 85,74 m – był to pierwszy oficjalny rekord świata ustanowiony nowym modelem oszczepu. Reprezentował klub Bayer 04 Leverkusen.

## Najważniejsze osiągnięcia
| Rok  | Zawody                      | Miejscowość | Miejsce               | Wynik   |
| ---- | --------------------------- | ----------- | --------------------- | ------- |
| 1977 | Mistrzostwa Europy juniorów | Donieck     | 1. miejsce            | 84,14 m |
| 1982 | Mistrzostwa Europy          | Ateny       | 13. miejsce           | 70,40 m |
| 1983 | Mistrzostwa świata          | Helsinki    | 8. miejsce            | 80,42 m |
| 1984 | Igrzyska olimpijskie        | Los Angeles | odpadł w eliminacjach | 73,52 m |
| 1986 | Mistrzostwa Europy          | Stuttgart   | 1. miejsce            | 84,76 m |
| 1987 | Mistrzostwa świata          | Rzym        | odpadł w eliminacjach | 76,46 m |
| 1988 | Igrzyska olimpijskie        | Seul        | 4. miejsce            | 82,72 m |
| 1990 | Mistrzostwa Europy          | Split       | 11. miejsce           | 77,26 m |
| 1991 | Mistrzostwa świata          | Tokio       | odpadł w eliminacjach | 70,40 m |